# Haeromys minahassae
Haeromys minahassae is een knaagdier uit het geslacht Haeromys dat voorkomt op Celebes. Hij is bekend van het midden en het uiterste noordoosten van het eiland. De nauwste verwant van deze soort is een onbeschreven soort van Haeromys uit Midden-Celebes, die op grotere hoogte voorkomt.
H. minahassae is een zeer klein (het kleinste knaagdier van Celebes), in bomen levend knaagdier. Hij heeft een zachte, bruine rugvacht, een witte buik en een lange, bruine staart. Ze eten vruchten. Als enige knaagdier op Celebes eten ze ook de zaden op. De kop-romplengte bedraagt 70 tot 78 mm, de staartlengte 120 tot 133 mm, de achtervoetlengte 19 tot 21 mm, de oorlengte 15 tot 16 mm en het gewicht 12 tot 15 gram. Het karyotype bedraagt 2n=48, FN=54.